# Drosophila flavolineata
Drosophila flavolineata este o specie de muște din genul Drosophila, familia Drosophilidae. A fost descrisă pentru prima dată de Oswald Duda în anul 1927.
Este endemică în Costa Rica. Conform Catalogue of Life specia Drosophila flavolineata nu are subspecii cunoscute.